# Dasypogon nitidigaster
Dasypogon nitidigaster là một loài ruồi trong họ Asilidae. Dasypogon nitidigaster được Macquart miêu tả năm 1850.